# I Mumindalen
I Mumindalen (jap. Tanoshii Mūmin Ikka (楽しいムーミン一家), fin. Muumilaakson tarinoita) är en japansk-finsk tecknad TV-serie efter Tove Janssons böcker om Mumintrollen. Serien producerades mellan 1990 och 1991, och bestod till en början av 78 avsnitt innan en uppföljarserie, i Japan kallad Tanoshii Mūmin Ikka: Bōken Nikki, utökade serien med ytterligare 26 avsnitt. TV-serien har visats i över 100 länder.
Muminfamiljen utgörs av Mumintrollet (Mumin), Muminpappan och Muminmamman. Seriens huvudfigur är oftast det nyfikna Mumintrollet själv och handlingen kretsar kring den händelserika vardagen hos Mumin och vännerna Sniff, Lilla My, Snorkfröken och Snusmumriken i den vackra idyllen Mumindalen. Mumins familj och vänner är mycket sympatiska och varje figur har sin egen utpräglade personlighet. Därutöver förekommer en rad märkliga bifigurer, bland annat skrämmande gestalter som Mårran.
Under produktionen samarbetade Tove och Lars Jansson med de japanska manusförfattarna, och Tove var själv mycket nöjd över resultatet. Trots att man filmatiserat Mumintrollen ända sedan 60-talet kom I Mumindalen att bli det första internationella genombrottet i TV och många har senare blivit bekanta med Mumintrollen genom serien. Kritik har dock emellanåt riktats mot det familjeanpassade konceptet som anses ha förvrängt Tove Janssons ursprungliga, mer filosofiska skapelser.

## Utveckling och produktion

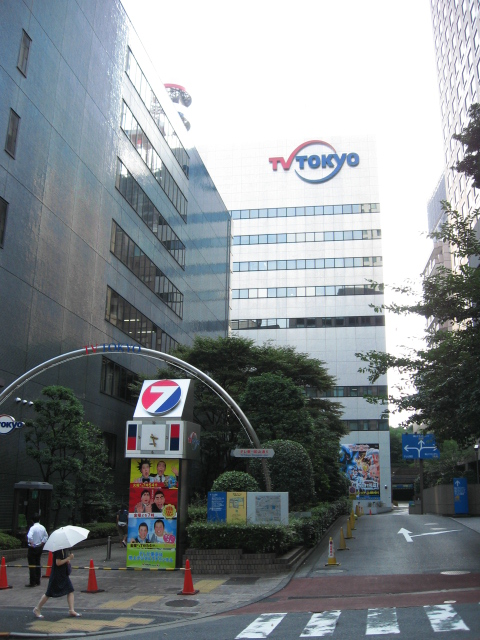
TV-serien sändes till en början på TV Tokyo, och i Japan har serien haft stora framgångar.

Projektet med TV-serien startades på initiativ av producenten Dennis Livson, som sedan tidigare arbetat som regissör för tecknade barnserier ihop med den japanska animeringsstudion Tele-Image Japan. En produktionsgrupp på åtta personer med Hiroshi Saitō som regissör hade visat ett tidigt intresse för en animerad TV-serie om Mumintrollen, ett projekt som snart kunde vidareutvecklas. I en tidig intervju med Tove Jansson berättar hon att hon hela tiden var orolig över att japanerna skulle förvrida hennes skapelser, men att hon sedan blev mycket nöjd över resultatet som hade byggts på bra samarbete. Under den tidiga utvecklingsfasen skickade Tove och hennes bror Lars Jansson så mycket material de kunde till dem, bland annat prototyper, färgprover och bakgrunder. Varje färdigskrivet avsnitt skickades från studion i Japan till uppsyningsmännen Lars och Livson som genomgranskade manuset för att sedan skicka tillbaka det med eventuell feedback. Under produktionen samarbetade man parallellt med det holländska produktionsbolaget Telecable Benelux B.V., vars fokus låg mer på animeringsteknik och ljudeffekter.
Tillsammans med manusförfattarna Akira Miyazaki och Shozo Matsuda producerade man 78 avsnitt samt en långfilm; Kometen kommer. Manusen är baserade på böckerna såväl som seriestripparna ur den tecknade Muminserien som Tove Jansson skrev och illustrerade tillsammans med sin bror. Trots allt material produktionsgruppen hade tilldelats att utgå ifrån tog det ibland slut och de lät sig då ändra eller skriva helt nya berättelser. Efter de 78 avsnitten hoppade flera av originalmedarbetarna av. En ny produktionsgrupp, med regissören Takeyuki Kanda och manusförfattaren Masaaki Sakurai, producerade en uppföljarserie på 26 avsnitt som i Japan gick under namnet Tanoshii Mūmin Ikka: Bōken Nikki. Inom Europa separerade man dock inte de båda serierna åt; den efterkommande betraktades snarare som avsnitt 79-104 eller säsong 4.

## Sändning
TV-serien hade premiär den 12 april 1990 på TV Tokyo i Japan under namnet Tanoshii Mūmin Ikka, vilket betyder "Den förtjusande Muminfamiljen". I augusti 1991 började serien att visas i svensk TV, där den kom att bli en succé. I Finland hade serien premiär på finska 1 september 1991 och på svenska 4 september.
Därefter gjordes översättningar till allt fler språk och sedan 2000-talet har serien visats i över 100 länder. I Sverige har serien sänts på SVT 1 och Barnkanalen. En del avsnitt, såsom "Mumin och piraten", har inte visats i svensk TV, troligtvis på grund av vissa våldsamma scener. I Finland visades tre av dessa censurerade avsnitt år 2017, drygt 25 år efter premiären.

## Handling
Se även Mumindalen och Figurer i Mumindalen
Mumindalen ligger någonstans i fantasins magiska gränsland som liknas vid den nordiska naturen med skog, berg och hav. Dalens mittpunkt är Muminfamiljens blåa, cylinderformade hus. Familjen är flodhästliknande, vita troll bestående av Mumintrollet, Muminmamman och Muminpappan. Seriens huvudfigur är oftast det nyfikna Mumintrollet själv och handlingen kretsar kring den händelserika och väldigt varierande vardagen hos Mumin och vännerna Sniff, Lilla My, Snorkfröken och Snusmumriken. Mumindalens invånare är inte människor, men kanske just därför så mycket mänskligare i sina ofta väldigt utpräglade karaktärsdrag. Bifigurer som botanikern Hemulen, Snorkfrökens bror Snorken och skurken Stinky förekommer mer eller mindre sporadiskt. Bland olycksbådande gestalter märks främst Mårran.

### Genomgående teman
Muminfamiljen och deras vänner hamnar ofta i äventyr där farligheter och andra sorters överraskningar och problem uppstår. Ibland söker de sig frivilligt till äventyren på grund av idyllens stillhet. Trots det har olika sorters katastrofer hotat dalen, inte sällan i form av översvämningar. I grupp är vännerna mycket sympatiska sinsemellan och det finns ingen egentlig ledare i gruppen eftersom varje figur står ut lika mycket på sitt sätt.
Ett annat återkommande tema är att Muminfamiljen ofta besöks av märkliga gäster som alltid har något att förmedla. I flera avsnitt drabbas dessa gäster av olika skäl av någon sorts sjukdom och erbjuds då att stanna för att vila upp sig i något gästrum. Varje vinter går Muminfamiljen enligt gammal tradition i ide. Mumin bryter dock sin tradition i flera avsnitt och blir då tvungen att ta faran i egna händer. När Muminfamiljen sover passar Snusmumriken på att vandra söderut, men återkommer alltid till dalen när våren kommer.

## Skillnader från böckerna
TV-serien har uppmärksammats för dess många olikheter mellan Tove Janssons ursprungliga böcker, både konceptuellt och i handlingen. Två tydligt framstående exempel är att Mumintrollets namn har kortats ner till "Mumin" och att Lilla My är med redan från första avsnittet, men dyker upp i böckerna först i den fjärde delen, Muminpappans memoarer. Figurer som Snorkfröken och Sniff har betydligt större roller i TV-serien såväl som skurken Stinky. Även Isfrun ser väldigt olik ut i jämförelse med hur hon skildras i böckerna. Vidare har två helt nya figurer skapats, trots att de inte finns nånstans i Toves berättelser; Alissa och hennes mormor Häxan.
Även om de flesta avsnitten baserar sig på böckerna är handlingen i vissa avsnitt inte helt lika. Exempelvis får Trollkarlen tillbaka sin hatt i det andra avsnittet och i det sjunde ger Muminmamman Mårran den hjärtformade snäckan som Mumin fick av Snorkfröken. I boken byter Mumin ut kungsrubinen mot Trollkarlens hatt och Trollkarlen ankommer sedan för att hämta den tillsammans med en ny hatt. Ett annat exempel är när Muminpappan berättar om sin stormiga ungdom och nämner hur han uppfostrades på ett barnhem av en Filifjonka, vilken i böckerna är en Hemul.

## Rollfigurer och röster
Utöver Muminfamiljen och deras vänner förekommer flera bifigurer och gäster som endast medverkar i ett eller ett fåtal specifika avsnitt. Exempelvis kopplar man figurerna Tofslan och Vifslan till de avsnitt som baserades på Trollkarlens hatt och teaterråttan Emma till avsnitten som hade Farlig midsommar som grund.
Många av TV-seriens skådespelare agerade röster till fler än en figur. Ett utmärkande drag för de svenska avsnitten är att samtliga figurer talar finlandssvenska, vilket har gjort att många svenskar kopplat serien till Finland trots att produktionen sköttes helt i Japan och Nederländerna. Vardagligt har även finlandssvenska i allmänhet ibland refererats till att "tala som Mumintrollen".
År 2017 gjordes en HD-remaster i Finland och man gjorde en ny dubbning av serien.
Listan visar endast TV-seriens mest återkommande rollfigurer.

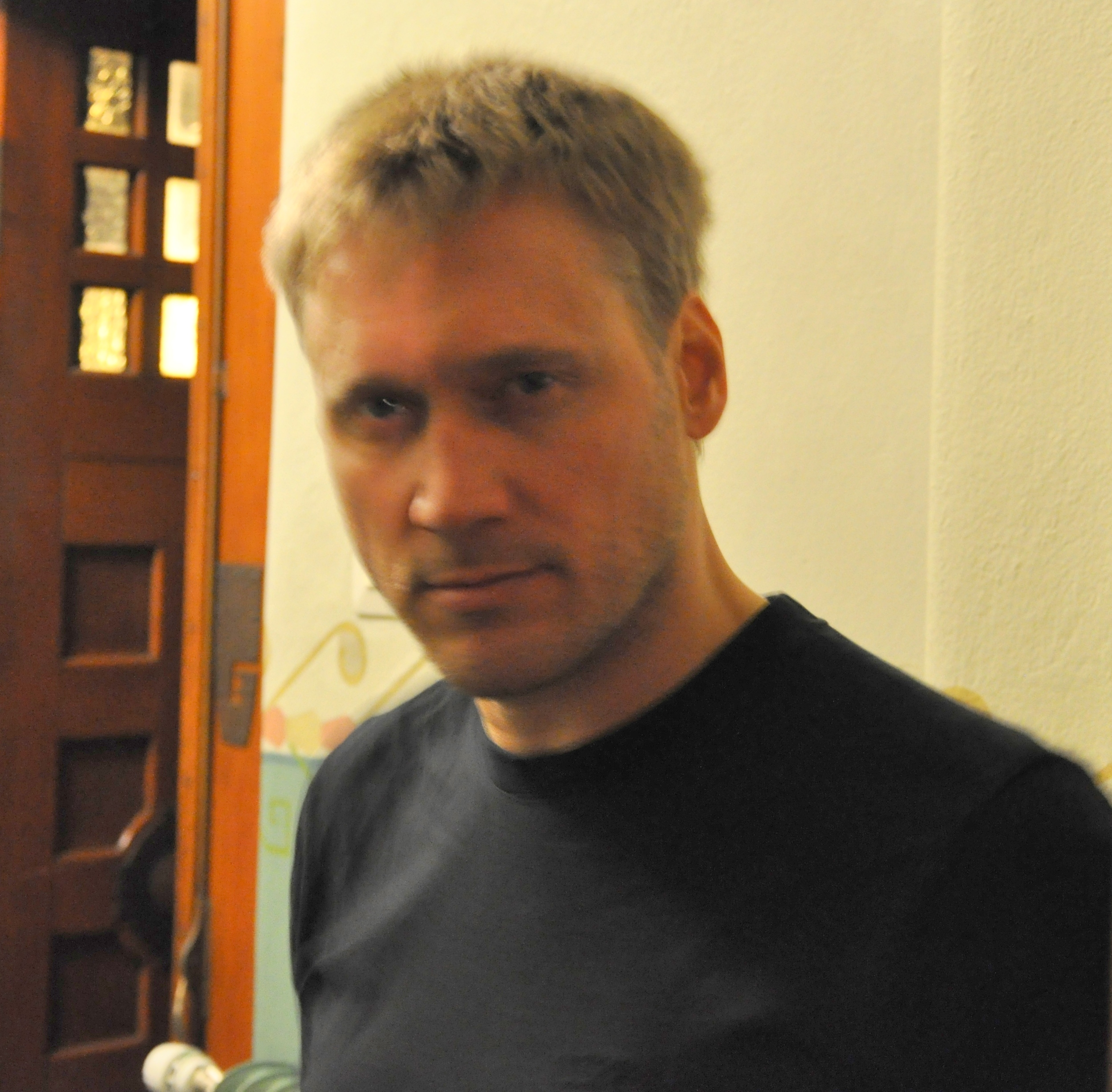
Samuli Edelmann gjorde rösten till Snorken i de finska avsnitten 1–50 under 90-talet.

| Berättare     | Vivi-Ann Sjögren | Leena Uotila                                           | Carla Rindell   | Emiko Shiratori |
| Mumin         | Sixten Lundberg | Rabbe Smedlund                                         | Aksu Palmén     | Minami Takayama |
| Mumin         | Mumin är huvudfigur i de flesta avsnitt. Han är nyfiken och lite smått naiv, men mycket vänskaplig och artig. Han är ihop med Snorkfröken.                                                                         |                                                        |                 |                 |
| Muminpappan   | Johan Simberg | Matti Ruohola                                          | Juha Varis      | Akio Ōtsuka     |
| Muminpappan   | Mumins självupptagne far. Han är nostalgisk och äventyrlig, men också romantisk. Han skriver ofta memoarer om sin djärva ungdom. Det är Muminpappan som byggt Muminhuset.                                          |                                                        |                 |                 |
| Muminmamman   | Margit Lindeman | Ulla Tapaninen                                         | Katja Aakkula   | Ikuko Tani      |
| Muminmamman   | Mumins förståndiga mor. Hon är mycket vänlig och i hennes sällskap är man alltid lugn. Hon går alltid klädd i förkläde och bär alltid på sin handväska.                                                            |                                                        |                 |                 |
| Sniff         | Riko Eklundh | Eero Ahre                                              | Jukka Nylund    | Ryūsei Nakao    |
| Sniff         | Vän till Mumin. Han är feg och orolig inför det mesta, men blir modigare när han får chansen att bli rik. Han älskar guld och andra ädelstenar.                                                                    |                                                        |                 |                 |
| Lilla My      | Lilli Sukula-Lindblom | Elina Salo                                             | Karolina Blom   | Rei Sakuma      |
| Lilla My      | Vän till Mumin och en av Mymlans många barn. Hon är busig, aggressiv och viljestark, men också djärv, rättvis och vänskaplig.                                                                                      |                                                        |                 |                 |
| Snusmumriken  | Michel Budsko | Timo Torikka                                           | Ilkka Villi     | Takehito Koyasu |
| Snusmumriken  | Mumins bästa och kloka vän. Han är en livsnjutare och en frihetsälskare som bor i ett tält, spelar munspel och vandrar söderut på vintern.                                                                         |                                                        |                 |                 |
| Snorkfröken   | Ragni Grönblom | Aila Svedberg                                          | Heljä Heikkinen | Mika Kanai      |
| Snorkfröken   | Mumins flickvän och Snorkens syster. Hon är söt och snäll, om än ganska fåfäng och känslosam. Hon har gul pannlugg och en guldring runt ena fotleden.                                                              |                                                        |                 |                 |
| Snorken       | Dick Idman | Samuli Edelmann (del 1–50) Ilkka Merivaara (del 51–76) | Jon-Jon Geitel  | Yasuyuki Hirata |
| Snorken       | Snorkfrökens intelligenta bror. Han är en uppfinnare som ständigt har nya uppfinningar på gång, bland annat sitt flygande skepp som aldrig tycks bli klart.                                                        |                                                        |                 |                 |
| Hemulen       | Peik Stenberg | Tapio Hämäläinen                                       | Markku Huhtamo  | Minoru Yada     |
| Hemulen       | En pensionerad enstöring som tillbringar all sin tid åt att studera och samla på växter. Han är dock vänskaplig och kommer ibland och hälsar på Muminfamiljen.                                                     |                                                        |                 |                 |
| Alissa        | Annika Miiros | Marja Packalén                                         | Ella Pyhältö    | Sakiko Tamagawa |
| Alissa        | Dyker upp i avsnitt 35 och blir då vän med Mumin. Hon bor i en stuga i skogen med sin mormor som emellanåt lär henne bli en häxa.                                                                                  |                                                        |                 |                 |
| Häxan         | Sue Lemström | Leena Uotila                                           | Carla Rindell   | Hisako Kyōda    |
| Häxan         | Alissas mormor. Hon ogillar att Alissa umgås med Muminvännerna eftersom häxor ska hålla sig borta från vanliga dödliga.                                                                                            |                                                        |                 |                 |
| Stinky        | Peik Stenberg | Matti Ruohola                                          | Juha Varis      | Yuko Maruyama   |
| Stinky        | En skurk som gillar att ställa till oreda för Muminvännerna. Men är egentligen ganska snäll innerst inne och vän med Muminvännerna.                                                                                |                                                        |                 |                 |
| Polismästaren | Samuel Huber | Tapio Hämäläinen                                       | Jarmo Koski     | Takaya Hashi    |
| Polismästaren | Mumindalens poliskonstapel, vars jobb är väldigt begränsat. |                                                        |                 |                 |
| Mårran        | Hellen Willberg | Tapio Hämäläinen                                       | Markus Bäckman  | Tomie Kataoka   |
| Mårran        | Ett stort, spöklikt, skrämmande och iskallt monster som är väldigt ensamt. Allt hon rör vid fryser till is, men innerst inne längtar hon efter ljus och värme; hon vet bara inte att ta sig till det på rätt sätt. |                                                        |                 |                 |

## Musik

### Vinjett

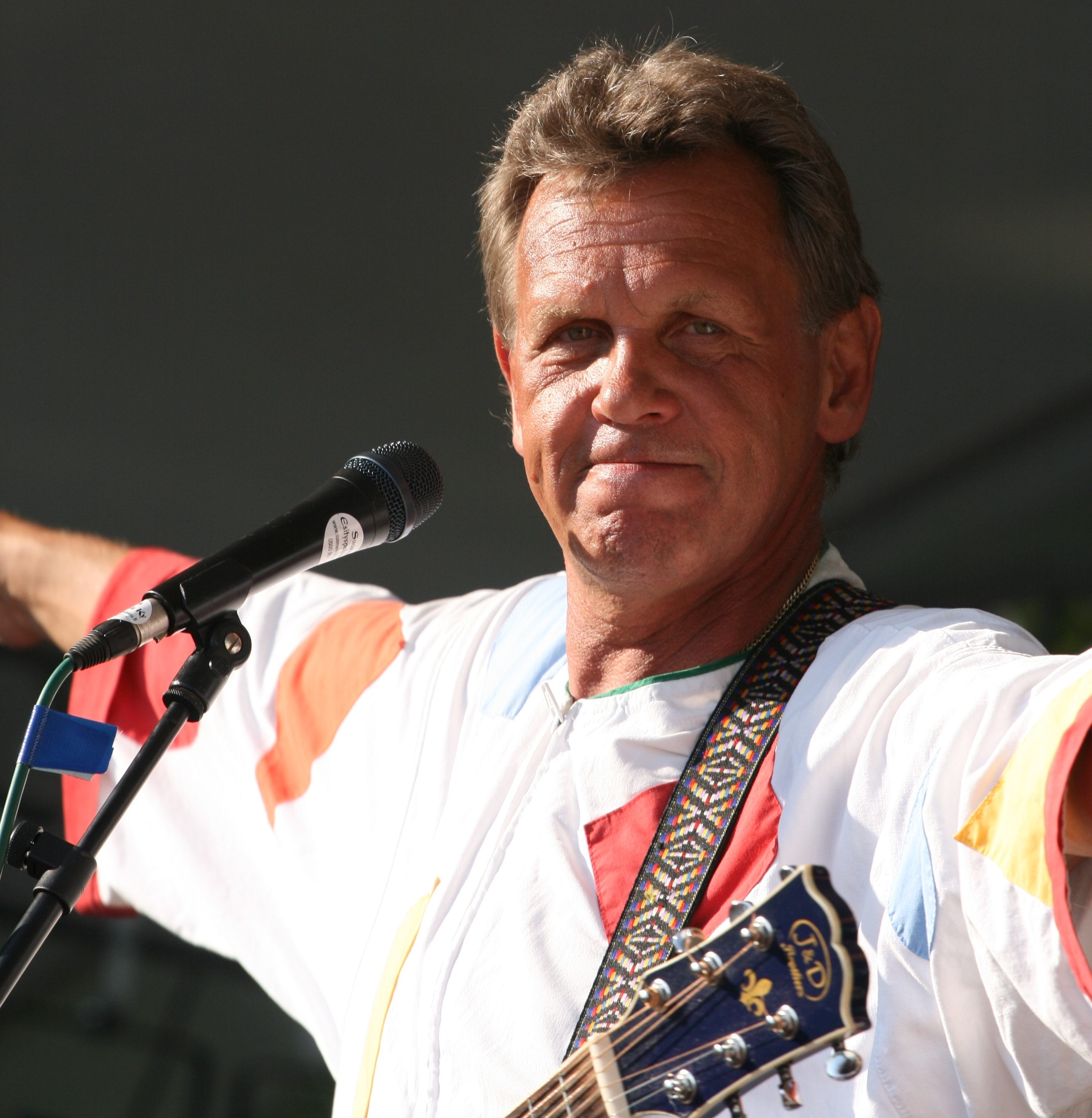
Benny Törnroos sjunger i vinjetten till de svenska och finska avsnitten.

Karaktäristiskt för I Mumindalen är dess glada, trallvänliga vinjett som komponerades av den nederländske musikern Pierre Kartner. Vinjetten har förstås olika sång beroende på dess språkdubbning. I de svenska och finska versionerna är texten skriven av Marita Lindquist och framförd av Benny Törnroos, som i Finland fått smeknamnet 'Muumilaulaja' ('Muminsångaren'). Från början hade man planerat en kvinnlig sångare, men turen gick småningom till Törnroos då man efterfrågade någon som kunde sjunga på både finska och svenska. "Jag tvekade först. Men så sa jag i alla fall okej.", berättade han i en intervju med Vasabladet.

### Soundtrack
Bortsett från Kartners vinjett är all övrig bakgrundsmusik komponerad av japanen Sumio Shiratori. Musiken, som kan beskrivas som stämningsfull och ibland näst intill psykedelisk, har ibland inslag av sång från Shiratoris partner Emiko Shiratori, en nationell sångerska. Emiko Shiratori agerar även berättarröst till de japanska avsnitten.
Sumio Shiratoris kompositioner har givits ut på skivor i Japan av skivbolaget King Records. De tre officiella soundtracken är:
- 1990 - Tanoshii Muumin Ikka Vol. 1 (楽しいムーミン一家)
- 1990 - Tanoshii Muumin Ikka: Sunafukin No Tabidachi (楽しいムーミン一家-スナフキンの旅立ち)
- 1992 - Moomin Selection (ムーミン・セレクション)

## DVD-utgivningar av serien
Ett urval av alla avsnitt gavs ut på dvd under 2002. I Sverige lanserades ett 10-tal filmer av Svensk Filmindustri (under de växlande titlarna Mumin och Mumintrollet) och i Finland utkom 25 filmer av Finnkino. Anmärkningsvärt för den finska filmserien är att 15 av filmerna har svensk dubbning av de avsnitt som finns på skivan, och totalt innehåller den finska filmserien de 101 avsnitt som finns dubbade på finska och de 63 avsnitt som finns dubbade på svenska. Varken den finska eller svenska filmserien täcker dock samtliga avsnitt då alla avsnitt inte har dubbats till respektive språk.

## Relaterad media

### Film
Utöver serieavsnitten producerades 1992 även långfilmen Kometen kommer, baserad på Muminboken med samma namn. Filmen berättar om tiden före serierna.

### Muminmagasinet
I samband med den japanska TV-serien startades en nordisk licensproduktion av nya Mumin-serier, som åren 1993–2004 publicerades i en egen tidning. Tidningen hade namnet Muminmagasinet under 1993 och endast Mumin från 1994. I serieproduktionen var både finska, svenska (bland annat Nicolas Križan) och danska (bland annat Mårdøn Smet) tecknare inblandade.